# Borek (Mielniki)
Borek – kolonia wsi Mielniki w Polsce, położona w województwie podlaskim, w powiecie sokólskim, w gminie Korycin.
W latach 1975–1998 Borek administracyjnie należał do województwa białostockiego.